# Stichting Nationale Autopas
De Stichting Nationale Autopas was van 1991 tot 2014 een Nederlandse stichting die de kilometerstand registreerde van elke auto die wordt aangeboden voor onderhoud, reparatie, taxatie en keuring.
De registratie is sinds 1999 een wettelijk verplicht onderdeel van de algemene periodieke keuring (apk). Ze vindt plaats om fraude met kilometerstanden te voorkomen en daarmee bij te dragen aan een grotere zekerheid over gebruikte auto's. 
De RDW heeft de kilometerregistratie overgenomen van de stichting.